# Territorio de Sudán y Sudán del Sur dependiente del patriarcado de Antioquía de los sirios
El territorio de Sudán y Sudán del Sur es una circunscripción eclesiástica de la Iglesia católica en Sudán y en Sudán del Sur. Se trata de un territorio dependiente del patriarca de Antioquía de los sirios de la Iglesia católica siria. Su ordinario es el patriarca Ignacio José III Younan y desde el 12 de mayo de 2022 su protosincelo es el obispo es Ephrem Elie Joseph Warde.

## Territorio y organización
El territorio tiene 2 505 813 km² y extiende su jurisdicción sobre los fieles católicos de rito antioqueno sirio residentes en Sudán y en Sudán del Sur. El territorio es un área dentro del territorio propio de la Iglesia patriarcal, en la cual el patriarca tiene jurisdicción de acuerdo con el canon 101 del Código de los cánones de las Iglesias orientales, que expresa que «En su propia eparquía, en los monasterios estauropégicos y en otros lugares donde no esté establecida una eparquía ni un exarcado, el patriarca tiene los mismos derechos y obligaciones que un obispo eparquial».
La sede del territorio se encuentra en la ciudad de El Cairo en Egipto y los fieles están bajo el cuidado de la parroquia greco-melquita Nuestra Señora de la Anunciación de Jartum, que depende del territorio de Egipto, Sudán y Sudán del Sur dependiente del patriarcado de Antioquía de los melquitas.
En 2020 en el territorio no existían parroquias ni lugares de culto propio.

## Historia
Desde 1997 ha sido designado territorio de Sudán dependiente del patriarcado de Antioquía de los sirios, y pasó a ser en 2013 territorio de Sudán y Sudán del Sur dependiente del patriarcado de Antioquía de los sirios, luego de la independencia de Sudán del Sur. Desde 1997 el eparca de la eparquía de El Cairo de los sirios es su vicario patriarcal (protosincelo) por delegación del patriarca. 

## Episcopologio
- Clément-Joseph Hannouche (1997-9 de abril de 2020 falleció)[nota 2]
- Ephrem Elie Joseph Warde, desde el 12 de mayo de 2022[nota 3]

## Estadísticas
Según el Anuario Pontificio 2021 el territorio tenía a fines de 2020 un total de 40 fieles bautizados.
| Año                                                                             | Población            | Población | Población      | Sacerdotes | Sacerdotes    | Sacerdotes    | Bautizados por sacerdote | Diáconos permanentes | Religiosos | Religiosos | Parroquias |
| Año                                                                             | Bautizados católicos | Total     | % de católicos | Total      | Clero secular | Clero regular | Bautizados por sacerdote | Diáconos permanentes | Varones    | Mujeres    | Parroquias |
| ------------------------------------------------------------------------------- | -------------------- | --------- | -------------- | ---------- | ------------- | ------------- | ------------------------ | -------------------- | ---------- | ---------- | ---------- |
| 2013                                                                            | 25                   |           |                |            |               |               |                          |                      |            |            |            |
| 2015                                                                            | 50                   |           |                |            |               |               |                          |                      |            |            |            |
| 2018                                                                            | 40                   |           |                |            |               |               |                          |                      |            |            |            |
| 2020                                                                            | 40                   |           |                |            |               |               |                          |                      |            |            |            |
| Fuente: Catholic-Hierarchy, que a su vez toma los datos del Anuario Pontificio. |                      |           |                |            |               |               |                          |                      |            |            |            |